# Let's Do Rock Steady
Let's Do Rock Steady är den första singeln av det brittiska skabandet The Bodysnatchers. Bandet hade ett kontrakt om att spela in två singlar för skivbolaget 2 Tone Records. Som A-sida på sin första singel valde bandet att spela in en cover på en låt skriven och utgiven av reggae-artisten Dandy Livingstone. B-sidan, "Ruder Than You", är en original-låt. Singeln lanserades 15 mars 1980.

## Låtlista
Sida A
1. "Let's Do Rock Steady" (Robert Livingstone Thompson) – 2:54

Sida B
1. "Ruder Than You" (The Bodysnatchers, Gaz Mayall) – 2:50